# Kanton Saint-Denis-7
Kanton Saint-Denis-7 (francouzsky Canton de Saint-Denis-7) byl francouzský kanton v departementu Réunion v regionu Réunion. Tvořila ho pouze část města Saint-Denis. Zrušen byl při reformě francouzských kantonů v roce 2014.